# Villa Soragna
Villa Soragna, nota anche come Villa Meli Lupi o Villa Tarchioni, è un edificio dalle forme neoclassiche e liberty situato all'interno del parco Nevicati, in via Le Valli 2 a Collecchio, in provincia di Parma.

## Storia

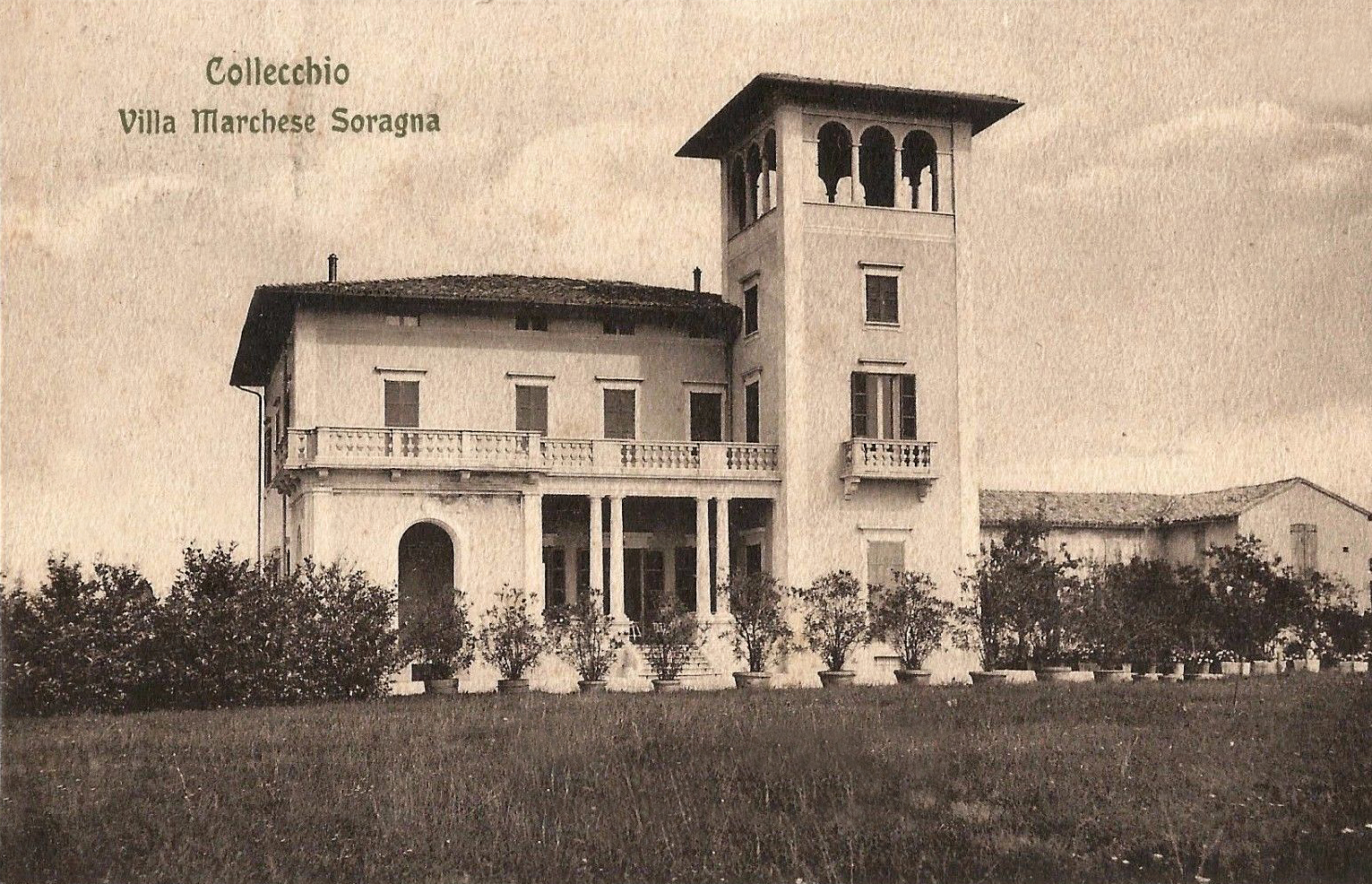
La villa nel 1912

La villa fu edificata agli inizi del XIX secolo per volere della famiglia Tarchioni, sulle prime colline di Collecchio, ai margini dei grandi boschi di proprietà ducale, in seguito ribattezzati boschi di Carrega.
Dopo il 1865 l'edificio e l'annesso parco furono ereditati dai Viola; nel 1900 la famiglia alienò la proprietà al marchese Guido Maria Meli Lupi di Soragna, che fece ristrutturare la villa affidandone probabilmente il progetto all'architetto milanese Antonio Citterio.
Durante la seconda guerra mondiale la struttura fu occupata dalle milizie tedesche e al termine del conflitto rientrò nelle mani dei Meli Lupi; alla morte dell'ultimo marchese Guido avvenuta nel 1963, la proprietà fu messa in vendita e nel 1972 fu acquistata dal Comune di Collecchio, che utilizzò la villa quale sede di scuola elementare, mentre aprì il parco al pubblico edificando nel prato di fronte all'immobile la piscina comunale.
Nel 1997, in seguito allo spostamento in altra sede dell'istituto, l'amministrazione comunale decretò la chiusura e l'interramento della piscina, avviando al contempo i lavori di restauro del complesso; l'anno seguente la villa fu adibita a sede del centro culturale "Villa Soragna", della biblioteca comunale e di parte degli uffici comunali, mentre il parco, intitolato all'antifascista Fortunato Nevicati, rimase aperto al pubblico, arricchendosi di bar e spazi recintati per animali.

## Descrizione

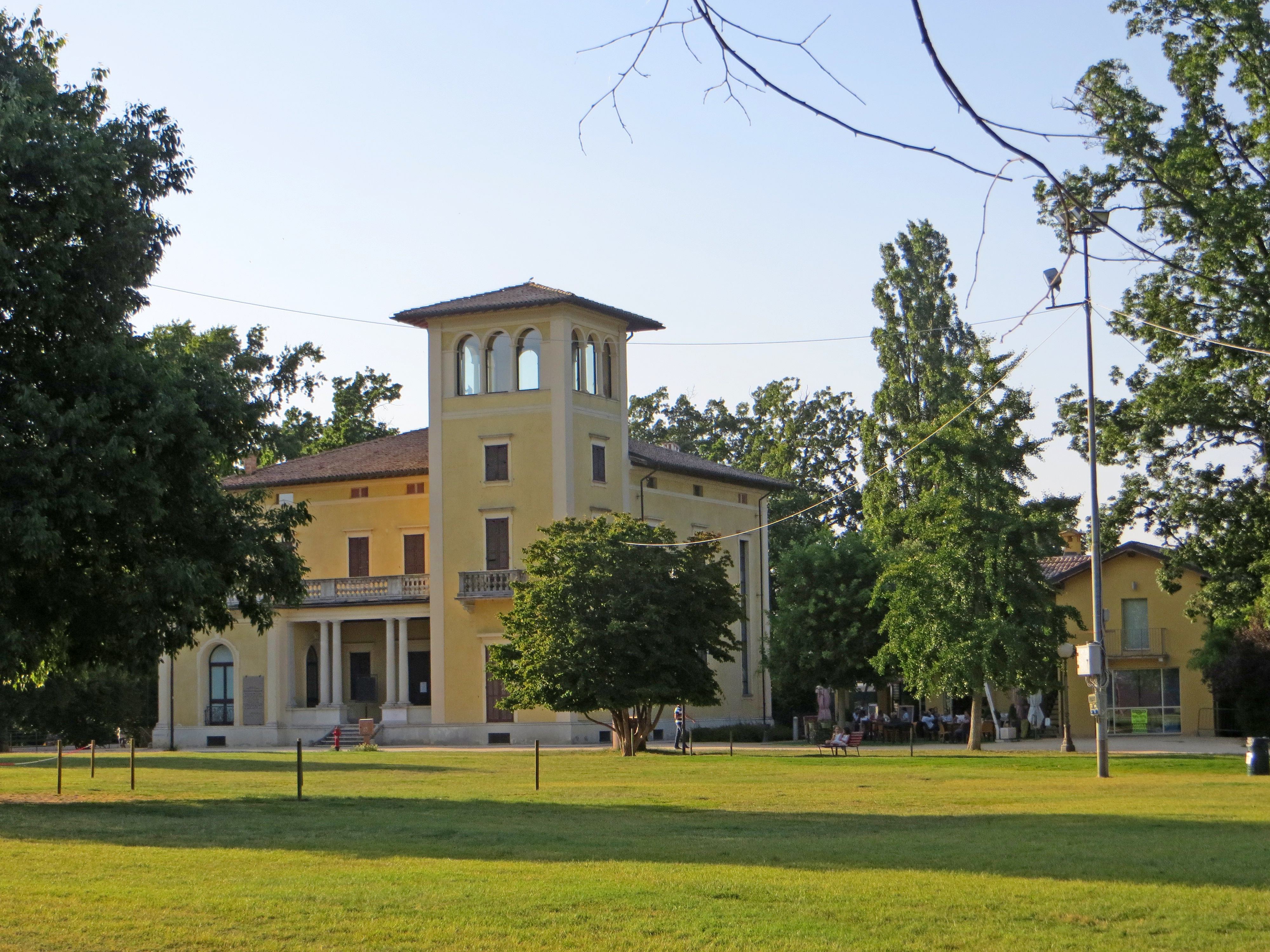
Villa ed edifici annessi

Il parco si estende su un pendio ai margini del centro abitato; in posizione sopraelevata si trova la villa, raggiungibile attraverso due vialetti da sud e da ovest.

### Villa

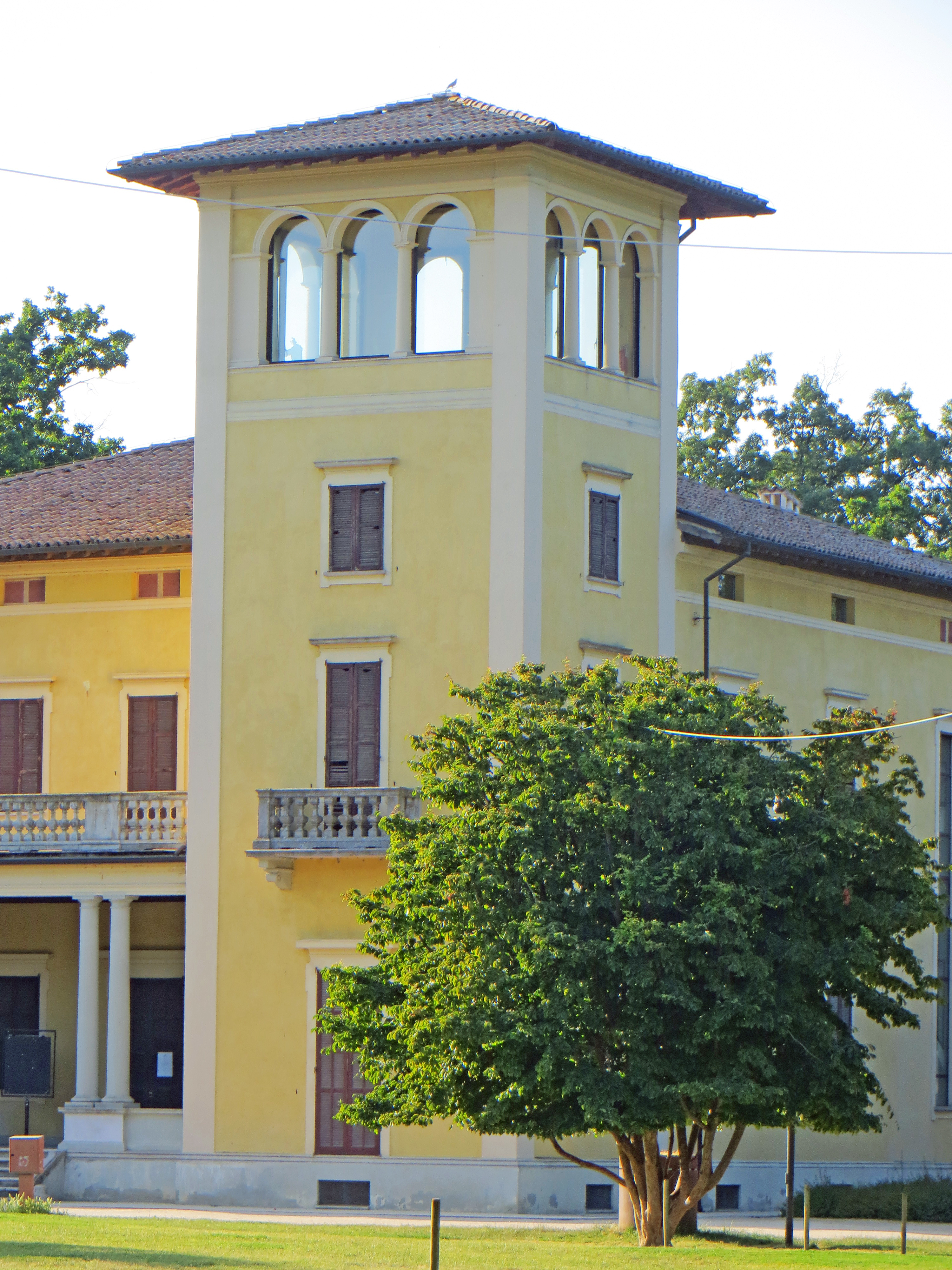
Torre

La villa si sviluppa su un impianto rettangolare.
La facciata principale è preceduta al livello rialzato da un asimmetrico avancorpo coperto da terrazzo balaustrato, alla cui destra si innalza un'alta torre; al centro si apre un loggiato retto da due coppie di colonne tuscaniche, raggiungibile nel mezzo attraverso un'elegante scala di alcuni gradini; a sinistra in leggero aggetto l'avancorpo ad un piano è contraddistinto dalla portafinestra centrale ad arco a tutto sesto, delimitata da una cornice liberty, e dalle lesene agli spigoli; a destra la torre è caratterizzata dal balconcino al primo piano e dalle ampie trifore con colonnine del panoramico terzo livello, aperte sui quattro lati.
I prospetti, interamente intonacati, sono arricchiti da fasce marcapiano e cornici alle finestre, evidenziate dalle differenti cromie. La simmetrica facciata posteriore è inoltre caratterizzata dall'ampia serliana posizionata al centro del livello rialzato, oggi chiusa da una vetrata.
All'interno il loggiato, coperto da un soffitto piano ligneo a cassettoni, conduce al salone centrale, adibito a stanza di lettura della biblioteca comunale; l'ambiente è caratterizzato dagli affreschi ottocenteschi, raffiguranti sulle pareti una finta architettura in chiaroscuro, con colonne corinzie, cornici, quadri di paesaggi e nicchie, e sulla volta a schifo una scena mitologica a colori. Anche le sale adiacenti sono chiuse superiormente da soffitti a volta.
Ai piani superiori sono presenti le sale destinate a spazi espositivi del centro culturale, utilizzate quali sedi di mostre temporanee di scultura, pittura o fotografia.

### Parco Nevicati

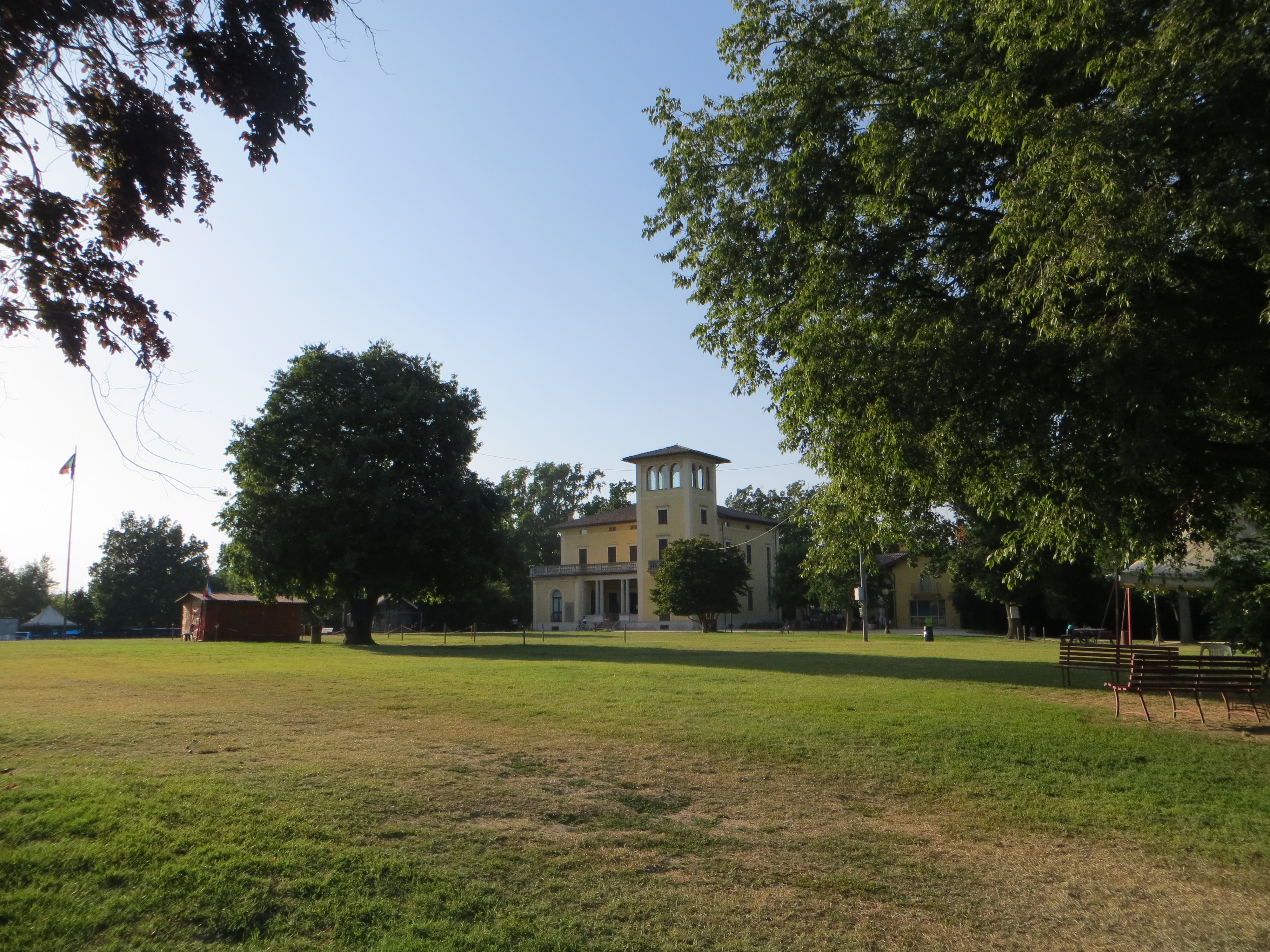
Parco antistante alla villa

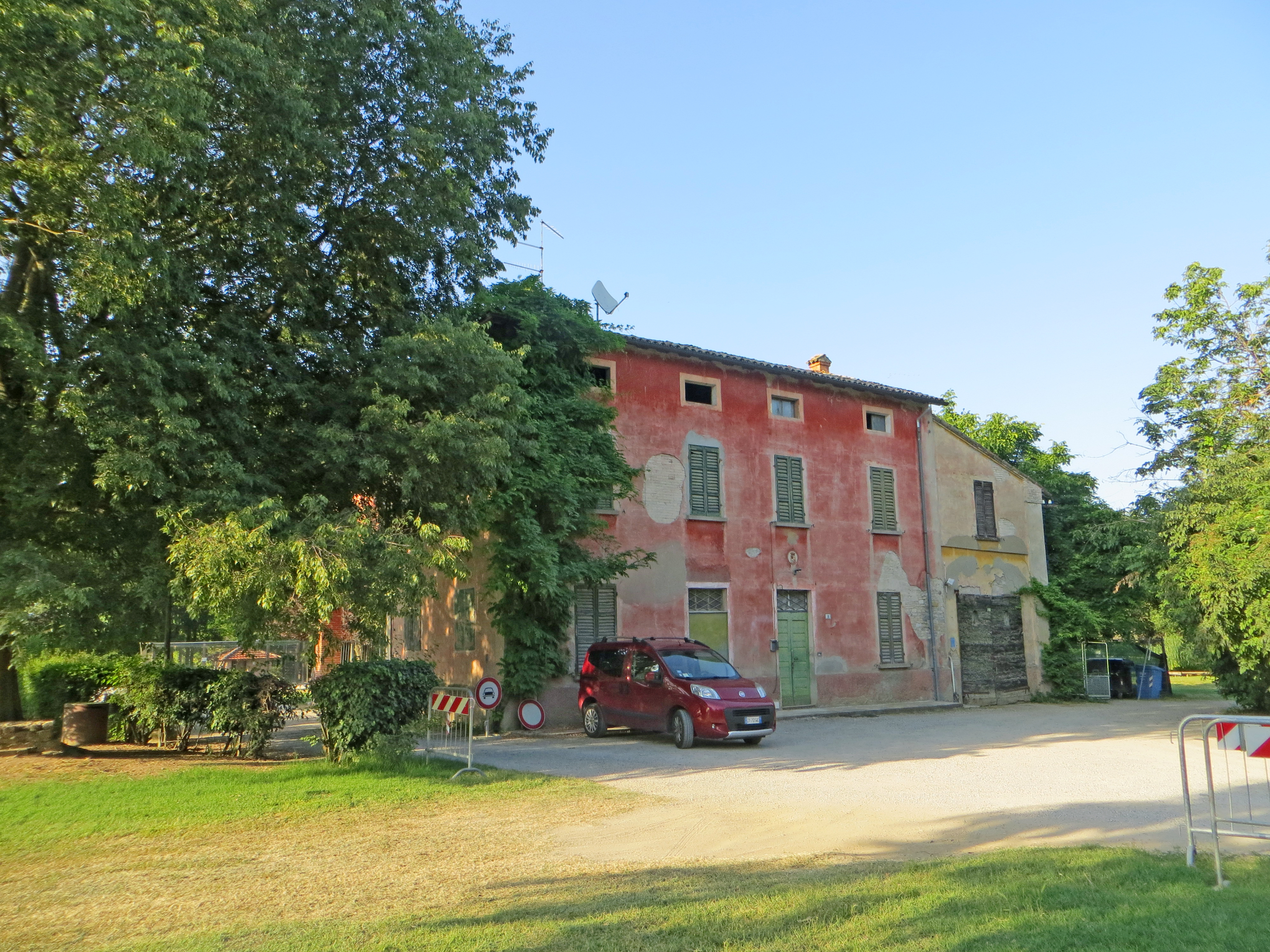
Edifici rustici nel parco

Il vasto parco, nato come giardino all'inglese agli inizi del XIX secolo a servizio della villa, si sviluppa su una pianta irregolare delimitata da via Le Valli a sud e ovest e dal rio Manubiola a nord ed est.
Al centro, accanto alla villa, si innalza un fabbricato destinato a bar, mentre verso sud-est è presente un altro edificio rustico nei cui pressi sono collocati i recinti degli animali da cortile; una colonia di conigli nani è invece lasciata libera all'interno del parco.
Numerose alberature di specie differenti, tra cui alcuni esemplari secolari, arricchiscono la vasta area verde, disposte prevalentemente lungo i confini fino a formare un bosco nella zona nord-est di maggior pendenza, mentre nelle zone centrali si aprono tre vaste aree destinate a prato. Alcuni vialetti solcano il parco interamente recintato, collegando gli edifici e gli spazi giochi ai tre ingressi sud, ovest e nord-est; un piccolo specchio d'acqua è infine presente in prossimità della boscaglia.